# 七戸城
七戸城（しちのへじょう）は、青森県上北郡七戸町にあった日本の城。別名柏葉城。国の史跡。中世から近世にかけての平山城で、七戸川支流の作田川左岸に位置し、標高40メートルの丘陵に置かれた。

## 概要
七戸は平安時代後期には既に開かれていた。七戸の給主としては、14世紀はじめには北条氏の代官としての工藤氏の名が確認できるが、城の位置や築城年代は不祥である。北条氏が滅んだのち、七戸は伊達氏・結城氏を経て建武2年（1335年）3月、八戸根城南部師行の弟政長の所領となる。七戸城はこの南部政長の築城と伝えられていたが、近年の考古学的調査の結果から、14世紀後半の南部政光によって築城されたとされている。南北朝時代には、八戸根城とともに南朝方の一大拠点として重きをなした。廃城後も七戸城の名は残り、三戸南部氏の一族が在城したが、寛文4年（1664年）からは城内に代官所が置かれた。明治2年（1869年）に七戸藩が創設され、藩庁がここに置かれた。

## 城内の構成
城は柏葉城とも呼ばれ、作田川、和田川合流点付近の、北西から市街地へ延びる比高40mの洪積台地の先端を利用して造られている。遺構は本丸、二の丸、北館、下館、宝泉館、西館、角館の7郭より成り、（指定面積は約9万5千m2）各郭には独立性が認められ、空堀、帯郭、腰郭、虎口、武者隠し等もみられる。天正19年（1591年）、城主七戸家国は九戸政実の一揆（九戸政実の乱）に加担して滅び、翌年城は壊された。この時埋められた本丸、二の丸間の堀跡が平成8年確認された。現在、七戸城跡保存管理計画に基づき、北館の発掘調査を行ったが、出土遺物は15世紀のものが主で14世紀のものはまだ出土していない。
明治6年（1873年）本丸城門が町内の青岩寺に移築されている。
当初は二層の楼門建築だったが、大正12年（1923年）老朽化のため上層部が撤去され、間口も切り詰められた形状となった。

## 歴史
天正19年（1591年）城主七戸家国は九戸政実の乱で九戸城に籠城し、滅亡した。翌20年（1592年）「諸城破却書上」に「糠部郡之内 七戸 平城 破 信直抱 代官 横沢 左近」とあり、城は破却されたが、津軽に対する配慮から闕所地の七戸領は浅水城主南部信義の三男南部（南）直勝に与えられ、後に七戸氏の名跡を継がせ2300石を領知し家老職を世襲した。
3代目重信は南部氏27代、盛岡藩初代藩主南部利直の五男で、寛文4年（1664年）に本家29代、第3代盛岡藩藩主を継承、藩の直轄地となり城内に代官所が設置され、陪臣も南部家直臣に昇格し七戸御給人と称された。
元禄7年（1694年）重信の六男政信は、盛岡藩5代藩主南部行信は5000石を内分され幕府旗本寄合席として別家を立てる。
文化元年（1804年）8月、幕命による「郷村仮名付帳」の作成に際し、野辺地・七戸代官所が城郭に次ぐ「要害屋敷」と書き上げ幕府の承認を得た。
文政2年（1819年）、5代南部主税信鄰（麹町候）は、盛岡藩11代藩主南部利敬から6000石を加増され11000石の大名に列する。
安政5年（1858年）嫡子信誉は北方警備の功績により、城主格大名に昇格するが築城に至らなかった。
7代南部信民は戊辰戦争に際し、奥羽越列藩同盟に参加して敗戦。家督を南部信方に譲り隠居する。
明治2年（1869年）に七戸藩が創設され、南部信民が七戸知藩事に任じられ、藩庁がここに置かれた。
明治6年（1873年）に廃城と決まった。

## 城跡
1941年（昭和16年）12月13日に国の史跡に指定された。現在は、柏葉公園として整備されている。

## 画像

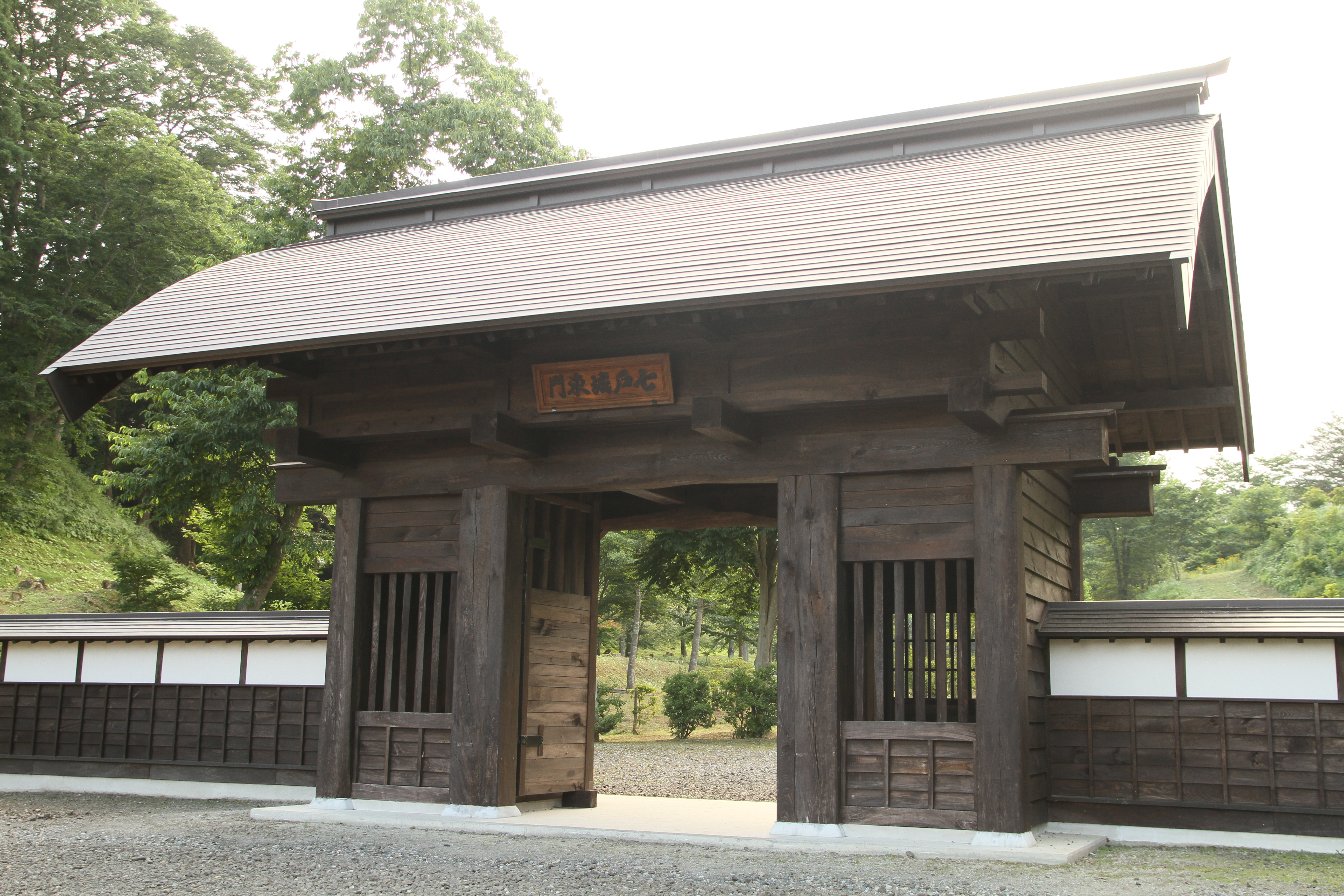
復元された東門
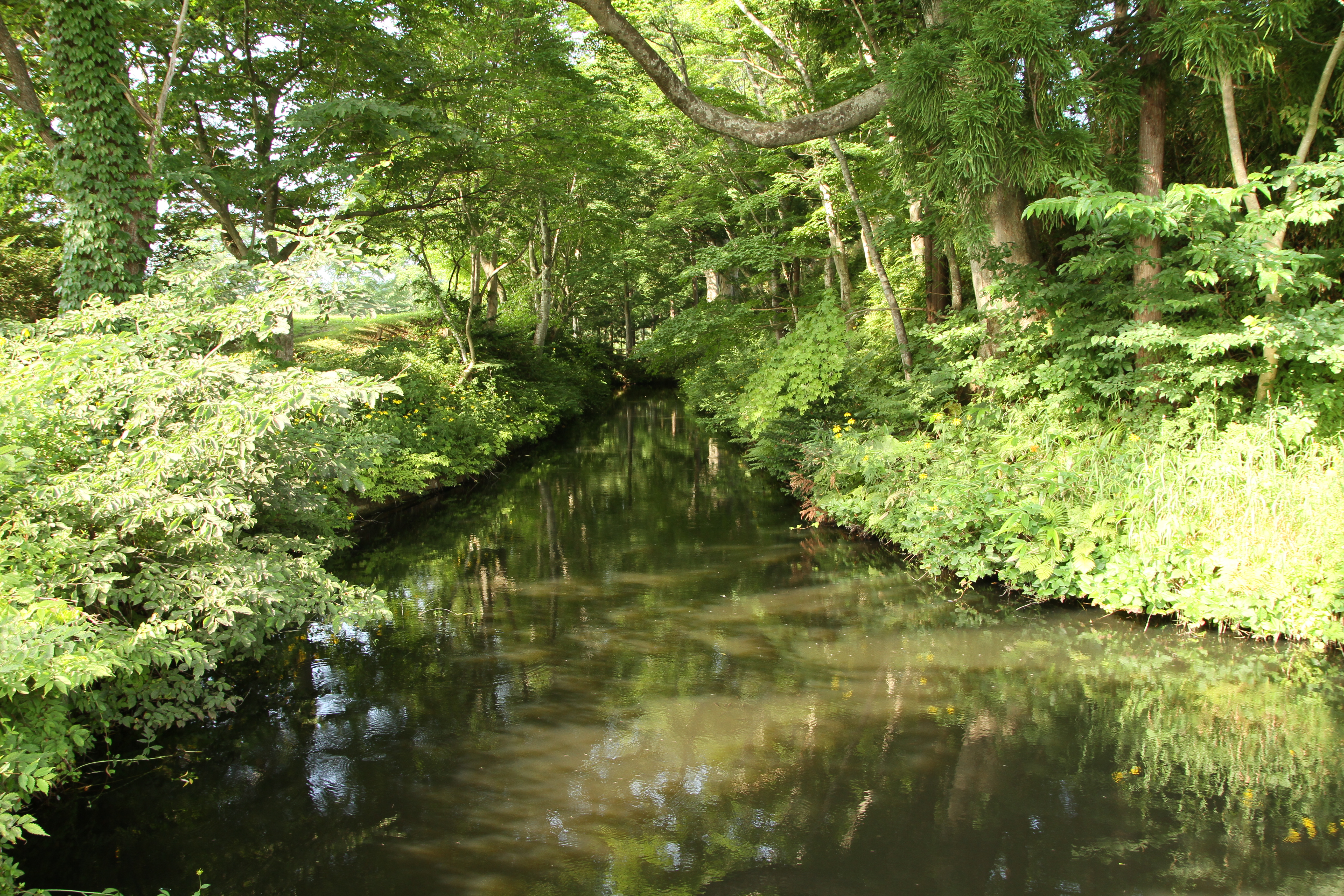
水堀
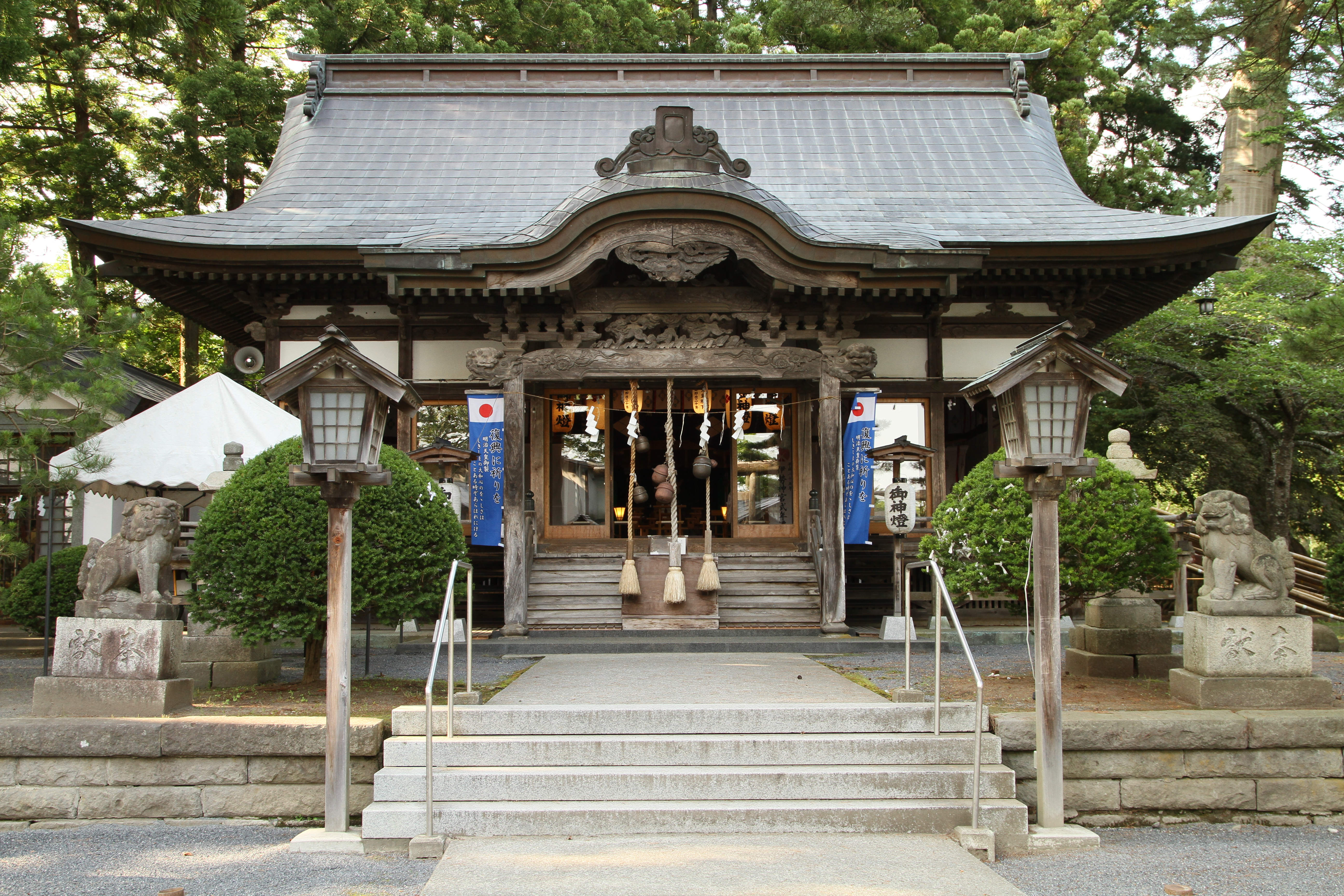
本丸跡に建つ七戸神明宮

## 参考資料
- 「角川日本地名大辞典」編纂委員会『角川日本地名大辞典 2 青森県』角川書店、1985年12月1日。ISBN 4040010205。
- 西ヶ谷恭弘『国別 城郭・陣屋・要害・台場辞典』東京堂出版、2002年7月15日。ISBN 4-490-10605X。